# Michail Lazarev
Michail Petrovič Lazarev (rusky Михаил Петрович Лазарев, 14. listopadu 1788 – 23. dubna 1851 gregoriánského kalendáře) byl ruský admirál carské floty, podílel se na Bellingshausenově objevu Antarktidy coby kapitán druhé z expedičních lodí.
Narodil se ve Vladimiru v šlechtické rodině. V roce 1800 začal studovat ruskou námořnickou školu a o tři roky později byl poslán do britského námořnictva, kde působil pět let. V letech 1808–1813 sloužil v Baltické flotile, kde s účastnil Finské války v letech 1808–1809 a Vlastenecké války v roce 1812.
V letech 1813–1816 se účastnil na lodi Suvorov expedice kolem světa, která vyplula z Kronštadtu, dosáhla Aljašky a po cestě objevila Suvorovův atol.
V letech 1819–1821 byl zástupce Fabiana von Bellingshausena a kapitán jeho druhé lodi na cestě kolem světa, při které byla objevena Antarktida i mnohé ostrovy.
V roce 1826 se stal velitelem lodi Azov s kterou plul do Středozemního moře, kde se zúčastnil bitvy u Navarina v roce 1827 a za svou účast byl povýšen.
V letech 1828–1829 řídil blokády Dardanel.
V roce 1830 se vrátil do Kronštadtu a stal se velitelem námořních jednotek Baltické floty. Od dva roky později se stal náčelníkem štábu Černomořské floty.